# 中国恒天
中国恒天集团有限公司，简称中国恒天、恒天集团，是一家经营机械、纺织、地产和投资的大型中国中央企业。

## 历史
集团由中国纺织机械 （集团）有限公司、中国纺织工业对外经济技术合作公司、中国纺织机械和技术进出口有限公司、中国化纤总公司、中恒科学技术发展中心、中国丝绸工业总公司六家公司组建而成，1998年9月正式成立，注册资本27.59亿元。
目前的恒天集团拥有22家子公司，员工达五万余人。拥有境内外上市公司六家：保定天鹅股份有限公司、经纬纺织机械股份有限公司、恒天凯马股份有限公司、中国服装股份有限公司、香港中國恆天立信工業有限公司和山东海龙股份有限公司。
2016年6月底，國務院國有資產監督管理委員會宣布，經報國務院批准，國機集團和中國恆天實施重組，按照協議，中國恆天集團整體產權將無償劃轉進入國機集團，並成為其全資子公司。